# Харт (тауншип, Миннесота)
Харт (англ. Hart) — тауншип в округе Уинона, Миннесота, США. На 2000 год его население составило 301 человек.

## География
По данным Бюро переписи населения США площадь тауншипа составляет 92,2 км², из которых 92,2 км² занимает суша, водоёмов нет.

## Демография
По данным переписи населения 2000 года здесь находились 301 человек, 109 домохозяйств и 89 семей.  Плотность населения —  3,3 чел./км².  На территории тауншипа расположено 116 построек со средней плотностью 1,3 построек на один квадратный километр. Расовый состав населения: 99,34 % белых, 0,33 % коренных американцев, 0,33 % — других рас США. Испанцы или латиноамериканцы любой расы составляли 1,00 % от популяции тауншипа.
Из 109 домохозяйств в 39,4 % воспитывались дети до 18 лет, в 75,2 % проживали супружеские пары, в 2,8 % проживали незамужние женщины и в 18,3 % домохозяйств проживали несемейные люди. 14,7 % домохозяйств состояли из одного человека, при том 9,2 % из — одиноких пожилых людей старше 65 лет. Средний размер домохозяйства — 2,76, а семьи — 3,11 человека.
25,2 % населения — младше 18 лет, 7,0 % — в возрасте от 18 до 24 лет, 28,9 % — от 25 до 44, 24,3 % — от 45 до 64, и 14,6 % — старше 65 лет. Средний возраст — 39 лет. На каждые 100 женщин приходилось 103,4 мужчин.  На каждые 100 женщин старше 18 приходилось 112,3 мужчин.
Средний годовой доход домохозяйства составлял 41 250 долларов, а средний годовой доход семьи —  47 625 долларов. Средний доход мужчин —  29 583  доллара, в то время как у женщин — 16 346. Доход на душу населения составил 17 258 долларов. За чертой бедности находились 2,4 % семей и 4,7 % всего населения тауншипа, из которых 5,6 % младше 18 и 2,1 % старше 65 лет.